# Портер, Эрин
Эрин Портер-Бэмбри (англ. Erin Porter-Bembry; род. 12 декабря 1978 года в гор. Саратога-Спрингс, штат Нью-Йорк, США) — американская конькобежка, специализирующаяся в шорт-треке. Участвовала на Олимпийских играх в 1998 и 2002 годов. 3х-кратная бронзовый призёр чемпионатов мира.

## Биография
Эрин Портер начала кататься на коньках в зимнем конькобежном клубе Саратога-Спрингс, последовав за своими братьями и сёстрами в этом ей помогли её родители, Том и Бетси Портер. В возрасте 16 лет в марте 1995 года Эрин участвовала на юниорском чемпионате США в Мичигане и заняла 2-е место в общем зачёте после Джулии Госкович.
В январе 1996 года участвовала на юниорском чемпионате мира в Курмайоре и завоевала две бронзы на 1000 и 1500 м, а в общем зачёте заняла второе место. После этого успеха она вошла в состав национальной сборной и уже в начале марта на чемпионате мира в Гааге в эстафете выиграла бронзовую медаль. Через три недели на командном чемпионате мира в Лейк-Плэсиде вновь взяла бронзу в составе команды.
В 1997 году одержала победу в чемпионате США, а через год на Олимпиаде в Нагано Эрин заняла дважды 28-е места на 500 и 1000 м и в эстафете была 5-й. После олимпийских игр в марте выиграла бронзу в эстафете на чемпионате мира в Вене. Осенью стартовала на кубке мира сезона 1998/99 годов, но выше 4-го места на 1500 м в октябре на домашнем этапе в Саратога-Спрингс не поднималась. В марте 1999 года на чемпионате мира в Сент-Луисе вместе с командой заняла 4-е место, следом на первенстве мира в Софии стала 5-й в эстафете.
В марте 2001 года на командном чемпионате мира в Японии заняла 7-е место, а в апреле на чемпионате мира в корейском Чонджу осталась 5-й в эстафете и 21-й в общем индивидуальном зачёте. На Олимпийских играх в Солт-Лейк-Сити Эрин заняла 27-е место на 1000 м, на дистанции 1500 м была дисквалифицирована в четвертьфинале, а в эстафете команда США стала только 7-й. В марте в Монреале с командой пробилась в финал эстафеты, но осталась только на 4-м месте. В том же году решила перейти в конькобежный спорт и в декабре на чемпионате США в классическом многоборье заняла 5-е место.
В октябре 2004 года на национальном чемпионате по одиночным дистанциям завоевала бронзовые медали на 500 и 1000 мм, а в марте 2005 победила на Кубке Америки в спринтерском многоборье и пыталась квалифицироваться на Олимпиаду 2006 года, но заняла только 20-е место. В ноябре 2005 года участвовала на чемпионате мира в Милуоки в дивизионе «В» и стала там 13-й, в 2007 году завершила карьеру.
После завершения карьеры переехала в Сиэтл, вышла замуж, в октябре 2010 года родила мальчика, сейчас у неё двое детей. В 2013 году защитила докторскую диссертацию по физиотерапии в Университете Вашингтона. Она была приглашенным оратором на общественных мероприятиях, рассказывая о преданности, приверженности и самопожертвовании.

## Награды
- 1996 год — названа Национальной спортсменкой года по конькобежному спорту